# 海王みちる
海王 みちる（かいおう みちる）は、メディアミックス作品『美少女戦士セーラームーン』に登場する架空の人物。
初登場は原作漫画第3部、『Crystal』第3期、初代テレビアニメ『S』。DICエンターテイメントによる北米版の名前は、MichiruをもじってMichelle Kaiou（ミッチェル・カイオウ）。

## 人物
セーラーネプチューンに変身する天才ヴァイオリニスト。緑青色の波打つ髪と青い目を持つ美少女。髪の長さは原作が背中まで、初代テレビアニメが肩まで。通学中は黒いカチューシャをつけ、たまにポニーテールに束ねる。
初登場時は私立無限学園の高等部1年生。お嬢様言葉で話し、ヘリコプターを所持することから上流階級の令嬢であると思われる。セーラーウラヌスに変身する天王はるかとは「お似合いのカップル」と噂される。海のような優しさと包容力の持ち主で、おしとやかで一歩下がるタイプだが、激しい気性を秘めた人物。初登場時はデス・バスターズの根城である無限学園を偵察していた。はるかと高層マンションで同棲し、肉体関係を匂わせる描写がある。
原作者・武内直子の原案によると雰囲気は宝塚で、海のような優しさを持ち、エスメロードが物静かになったイメージ。幾原邦彦と榎戸洋司が手掛けた初代テレビアニメでは、はるかへの愛を原動力に戦うアンチヒーロー的女性戦士として登場し、どちらかと言うと原作のうさぎに近いキャラクターだった。

### プロフィール
プロフィールはほとんど原作のもの。
- 年齢：16〜18歳 、ラスト23歳（原作）16〜17歳（初代テレビアニメ）
- 誕生日：3月6日
- 誕生石：アクアマリン（好きな宝石も共通）
- 星座：魚座（魚座の守護星は海王星）
- 血液型：O型
- 好きな色：マリンブルー
- 好きな食べ物：刺身
- 苦手な食べ物：木耳(きくらげ)
- 好きな教科：音楽
- 苦手な教科：なし
- 趣味：化粧品集め
- 特技：水泳、ヴァイオリン、絵画
- 苦手な物：ナマコ
- 将来の夢：ヴァイオリニスト
- 経歴：無限学園高等部→都立十番高校転入（原作）

### 原作漫画
「マリン・カテドラル」というストラディバリウスのバイオリンを愛用し、はるかのピアノ伴奏でコンサートをした。専用ヘリコプターの「海王丸」で無限学園に通学する。はるかと暮らすマンションの家賃は月100万である。月野うさぎを慕うはるかの背中を物憂げに抱く描写があるが、第5部でははるかを明るく振り回して自分からくっつくようになる。
前世を見る鏡のタリスマン「ディープアクアミラー」を持ち、プリンス・エンディミオンの生まれ変わり・地場衛に接触する。無限学園を内偵しながらデス・バスターズのウィッチーズ5を倒していき、覚醒前の冥王せつな（セーラープルート）の生命の危機に共鳴して新たな仲間に加えた。前世では月の王国を侵入者から守るため、月のクイーンとプリンセスを心の支えに無人の宇宙空間を単身警護していた。最初からタリスマンを所持し、通常ならそれぞれの領域にいて出会わない外部太陽系セーラー戦士のタリスマンが三つ揃うと、セーラーサターンが目覚める。
シプリンとプチロルとの戦いでは四守護神と敵対するが、セーラー戦士が心を一つにすることを願うセーラームーンに反応して「伝説の聖杯」に力を注いだ。前世の世界を滅ぼしたセーラーサターンの覚醒前・土萠ほたるの命を狙うが、ミストレス9とファラオ90の復活に応じたセーラームーンの特攻でサターンが目覚める。「幻の銀水晶」の光で街が救われると転生したほたるを発見し、ディープアクアミラーをちびムーンに託して街を去った。
第4部でははるかとせつなとの三人で薬指に指輪をはめて家族のように暮らし、ほたるの食事・栄養管理の傍らで本業のヴァイオリニストに専念していた。デッド・ムーンが出現しても変身能力を取り戻せなかったが、スーパー戦士に覚醒したほたるにセーラークリスタルを授かり、うさぎ達の危機に駆けつけた。
第5部では青春を夢見てうさぎ達が通う十番高校に編入。はるかの漕ぐ自転車に二人乗りして通学しているが、ミュージカルでは徒歩通学をしている。うさぎの親友・大阪なるとも昼食を取る仲の様子。夜天光に「口紅が濃い」と貶されると口紅をへし折り、「得体の知れない奴らは片付けてしまいましょう。目障りだわ」と言ってはるかをドン引きさせた。シャドウ・ギャラクティカの調査に「トリトン・キャッスル」へと向かい、セーラーギャラクシアにセーラークリスタルを抜かれて消滅するが、ギャラクシアの傀儡として蘇る。セーラームーンに倒された後、ギャラクシーコルドロンの中でうさぎに再会し、数年後のうさぎと衛の結婚式に出席した。

### 初代テレビアニメ
バイオリニストが将来の夢で、レモンを回しながらバイオリン演奏する特技を持ち、資産家のパーティーに呼ばれるほど。個展を開くほどの画家でもある。水泳の才能も持ち、亜美と勝負した。前世からのパートナーであるはるかを女性として愛し、闘争心と打たれ弱さを持つはるかを支えている。
中学時代に覚醒し、陸上部に所属する友人エルザ・グレイ（声 - 玉川紗己子）を通してはるかに接触した。「世界を救うなんてバカバカしい」と思いながら夢を諦めて戦わなければいけない苦悩を抱え、はるかに拒まれてやり切れない思いをぶつける。ダイモーンに襲われたはるかを庇って負傷し、ウラヌスに覚醒したはるかと結ばれる。
人間の「ピュアな心の結晶」に隠された「タリスマン」と、世界を救う力を持つ「沈黙のメシア（救世主）」を探している。犠牲者を出しながらデス・バスターズと戦い、使命のためなら命を投げ出したり手を汚すことも厭わない。しかし冷酷なわけではなく、本来は犠牲を望んでいない。
第110話でウラヌスを庇ってユージアルにピュアな心を抜かれて倒れ、それがタリスマンに変わる。ウラヌスもタリスマンを抜いて倒れるが、セーラープルートが三つのタリスマンを揃えると「伝説の聖杯」が出現し、ピュアな心からタリスマンが分離して息を吹き返した。以降はプルートを仲間に加え、聖杯の真の持ち主であるメシアを探す。世界の終わりに目覚めて世界をリセットさせるセーラーサターンの正体が土萠ほたると知り、今ある世界を守ろうとほたるの命を狙ったが、セーラームーン達に阻止された。
プルートの犠牲で最終決戦に挑むが、ミストレス9に捕まって聖杯強奪の人質にされてしまう。構わずセーラームーンに聖杯を守らせようとしたが、ほたるを想う土萠教授に心を打たれたセーラームーンはミストレス9に騙されて聖杯を渡してファラオ90をパワーアップさせてしまう。世界の終わりが近づき、サターンまでも復活してセーラームーンを非難するが、予想に反してサターンはファラオ90の消滅に動く。そして聖杯を失った状態でサターンを助けようともがくセーラームーンに心を打たれ、彼女に力を送って結末を見届けた。世界が救われると、ほたるを守るために世界を滅ぼしかけたセーラームーンに怒って攻撃するが、女王の威厳と力を見せたセーラームーンに攻撃を跳ね返され、サターンをも味方にした彼女を「真のメシア」と悟った上でその意思の強さを試す意図を明かして謝罪。安堵した様子で町を去る。
第4期『SuperS』にはスペシャルおよび劇場版にしか登場しない。第5期『セーラースターズ』には時折登場する。
スペシャルでははるかが女性をナンパしたことを見抜き、静かに圧力をかけて降参させている。怪人・ダミーを追い詰め、風邪でダウンしたはるかを人質に取られてしまう。世界中の人間に分身を取り憑かせていると言うダミーに、仲間を守るか世界を守るか選べと迫られたが、問答無用でダミーを攻撃してはるかを救出。分身の話はダミーのハッタリでしかなく、「それでも正義の味方か」という負け惜しみに「はるかのいない世界なんて、守ってもしょうがないじゃない」と答えた。
『スターズ』ではほたるとせつなに再会し、ギャラクシアの陰謀で急成長を遂げたほたるを世話した。復活したネヘレニアとの戦いではうさぎ達を助けに駆けつけ、うさぎを想うレイをはるかを想う自分と重ねている。その後は衛と連絡が取れなくなったうさぎ達を見守り、星野光にはちょっかいをかけられてはるかにヤキモチを焼かれた。
劣勢を悟ってギャラクシアの配下に下り、ブレスレットを与えられてプルートとサターンのスターシードを奪う。ギャラクシアを油断させて倒そうとしたが敵わず、スターシードを抜かれてウラヌスと手を取りながら消えていった。ギャラクシアが心を取り戻すと、スターシードを返されて復活し、愛する人との平和な時間を取り戻した幸せをかみしめる。

### ミュージカル版
バンダイ・ネルケと共に初代テレビアニメに近い設定で描かれている。
『セーラースターズ』では怪談を披露している。

## セーラーネプチューン
海王星を守護星に持つ深海と抱擁の戦士。バンダイ版ミュージカルでは「微笑の戦士」を自称。外部太陽系三戦士の1人で、異世界を監視する存在。海水の水圧を操り、探知を司る手鏡のタリスマン「ディープ・アクア・ミラー」を持つ。水面の波紋の中に未来を見る。
主に切り込み隊長のウラヌスのサポートに回るが、津波を使うせいか上品な印象とは裏腹に攻撃力が高く、格闘能力もウラヌスに劣らない。いつも冷静で、無駄の少ない戦い方をし、パワーに頼らず、敵の弱点をつくのが得意。ミュージカルでは「知力ではマーキュリー、勝つための戦略を考えるのはネプチューン」と評された。
コスチュームの色はダークグリーン（原作は緑青色）。ダークブルーのリボン、金の装飾のチョーカー、金の星のピアス、ウラヌスと同じ無地の襟と短い手袋、レースアップパンプスを着用。
原作
原作第3部、『Crystal』シリーズの決め台詞は「海の星！海王星を守護にもつ深海の戦士！セーラーネプチューン！」。『Crystal』及び『Eternal』での名乗りシーンの背景は海王星と紅白の薔薇の花。
初代テレビアニメ
決め台詞は「海王星の潮騒ぐ 新たな時代に誘われて セーラーネプチューン優雅に活躍！」、一部場面と劇場版『Eternal』では「深海の星・海王星を守護に持つ 抱擁の戦士セーラーネプチューン！」。世界が破滅する予知夢を見て覚醒し、同じ戦士の宿命を届けるために天王はるかの夢の中に現れた。スーパー化後は1人でも敵を粉砕する力を持つ。
備考
海王星の英名・ネプチューンの由来は、ポセイドンと同一視されるローマ神話の海神ネプトゥヌス。タリスマンのディープ・アクア・ミラーは三種の神器の八咫鏡に由来。海王星と冥王星は天王星の発見後に既知の太陽系惑星の軌道を調査して発見され、天王星と同じく慣習によって神話の神の名前をつけられたので天体の性質と神の関連は薄い。
占星術上の海王星は夢と潜在意識と芸術を司り、自分と他人（または現実と空想）の境界を曖昧にし、意識を1つに溶け合わせて想像力をもたらす星とされる。
まだセーラー戦士が揃っていなかった頃の二次創作では、ネプチューン役に「海野ぐりお」がしばしばあてられていた。もちろんこの予想は大きく外れることとなる。

### パワーアップ形態
スーパーセーラーネプチューン（原作第4部、初代テレビアニメ『スターズ』、劇場版『Eternal』）
原作ではスーパーセーラームーンの力で、初代テレビアニメではスーパーセーラーサターンの力でパワーアップした姿。初代テレビアニメでは「サブマリン・リフレクション」の攻撃力がアップした。
腰のリボンが伸び、ハートのブローチ、肩の透明なフリル、襟の一本線も追加された。原作では手袋も長くなるが、初代テレビアニメでは短いまま。
エターナルセーラーネプチューン（原作第5部、劇場版『Eternal』）
エターナルセーラームーンと同時に変身した最終形態。宝石類が星型に変わり、エターナルセーラームーンのような肩の透明なペールカラーの球体、二重スカート、紐リボン、白いロングブーツを追加した。
プリンセス・ネプチューン（原作第4部、劇場版『Eternal』）
新しい聖杯が誕生して変身した海王星のプリンセスの姿。海王星にセーラープリンセスの城「トリトン・キャッスル」を持つ。
胸元の布を腰に巻いたマーメイドドレスを着用。ドレスの肩紐は宝石入りの金の装飾入りで、スカートのスリットにシースルーのプリーツ（『Eternal』ではマント風）を飾っている。

### アイテム

#### 変身アイテム
変身リップロッド（初代テレビアニメ『S』 - 『スターズ』第1話）
リップスティックをイメージした青いステッキ。緑青色の三日月（薄い円盤に入っている）がついている。放送当時はリップグロスとして玩具販売された。
ネプチューン・クリスタル（原作第4部、『Eternal』）
ほたるの力で目覚めたネプチューンのセーラークリスタルで、緑青色のハートの宝石。スーパーセーラーネプチューンとエターナルセーラーネプチューンの変身アイテム。

#### 魔具
深海の鏡
探知を司る手鏡型のタリスマン。モチーフは八咫鏡。別名は「サブマリンミラー」。金のフレームの緑青色の手鏡。鏡面側のフレームに海の潮と乙女の彫刻を飾っている。真実を暴く力で敵の正体を見破ったり、遠くの出来事を映し出したり、近い未来を占うことも可能。
原作
裏面に金の花を飾った手鏡で持ち手に穴がある。鏡面に花の彫刻も飾られ、乙女の顔は鏡を向く。うさぎと衛の前世を見通したり、鏡占いや化粧直しにも使用した。
初代テレビアニメ
裏面に金の守護星マークを飾った手鏡で持ち手に穴はない。乙女の顔は前を向く。
『Crystal』
裏面に金の花を飾った手鏡で持ち手に穴がある。乙女の顔は前を向く。薄い青緑の楕円型のバリアーを張ることもできる。

#### その他
ヴァイオリン（原作第3部、初代テレビアニメ『S』）
みちるの仕事道具。原作では「海の聖堂」という名前があり、ストラディバリウス製で時価数億円。初代テレビアニメでは海上に建造中の教会「マリン・カテドラル」でタリスマンが集結した。
通信機（初代テレビアニメ『S』）
はるかとお揃いのブレスレット型通信機。正式名称は不明。守護星マークがついた緑青色のカプセルタイプで、太いチェーンのバンドをつけている。蓋を開けてはるかと通話できる。

### 変身呪文
ネプチューン・プラネットパワー！メイクアップ！
原作
手を掲げながら呪文を叫び、光に包まれる。
初代テレビアニメ
「ネプチューン・プラネットパワー！」と叫んでリップロッドの守護星マークを光らせ、緑青色のマニキュアを塗った手でリップロッドを握って「メイクアップ！」と叫ぶ。青く光るリップロッドで鯨の鳴き声を響かせながら足元に円陣を描き、海水を吹き上げてレオタードを纏うと、波のエフェクトが入って変身完了する。後ろ髪をかき上げてパステルピンクの光のルージュを唇にさし、守護星マークの前で腕を組んだポーズを決める。
『Crystal』
内部太陽系戦士の変身と同じく、手を掲げて光のマニキュアを塗る演出と、額に光る守護星マークを浮かべて呪文を唱えるみちるの表情のアップが挿入された。変身完了すると、光るルージュがさして額の守護星マークが消え、ティアラが装着される。
ネプチューン・クリスタルパワー！メイクアップ！（原作第4部、初代テレビアニメ『セーラースターズ』SCD、劇場版『Eternal』）
原作
手を掲げて呪文を叫び、胸の中のネプチューン・クリスタルを光らせる。
『Eternal』
原作と同じ設定だが、守護星マークが現れた後に手を掲げてマニキュアをさす。基本動作はプラネットパワーから引き継がれ、変身完了すると海王星と守護星マークを背景に、ポーズを決める。

### セーラーネプチューンの必殺技
深水没
原作
手から津波を発射して敵を押し潰す。
初代テレビアニメ
全戦士の中でも1、2を争うスピードを誇る。両手をLの形に上げて津波を起こし、両手に集めて海の水を帯びた惑星型の光の玉を作り出し、手を伸ばして発射する。凄まじい津波の水圧で敵を押しつぶして溺れさせ、波に変えて溶かしてしまう。セーラーマーキュリーと同じ水を操る技だが、攻撃力は遥かに高い。
ゲーム
スーパーファミコン版の対戦格闘ゲームでは、海水を帯びた光の玉を波のように飛ばして敵にダメージを与える。
3DO対戦格闘ゲームと『ANOTHER STORY』では海水を帯びた光の玉を潮津波に変える。
『Crystal』
回る守護星マークを出現させ、海水を圧縮した光の玉を打ち出す。
『Eternal』
初代テレビアニメ版のリメイクだが、光の玉は小さめ。
深海鏡射
深海の鏡の鏡に異次元の光を映し出し、敵を攻撃したり正体を暴く技。
原作
鏡から異次元の光を一直線に伸ばし、敵を直撃する。
初代テレビアニメ
『スターズ』では鏡をかざして、水色の光線が転がりながら映し出した敵を粉砕する。
『S』第124話では技名はないが、鏡に映した敵の正体や弱点を暴いた。
劇場版『SuperS』では鏡をかざして、星が煌めく異次元ビームを波動砲のように発射し、それを浴びた敵の実体や弱点を暴いた。
ゲーム
対戦格闘ゲームでは足元に水の円陣を作り、召喚したディープ・アクア・ミラーから光の玉を直線上に飛ばして相手に大ダメージを与える。
『ANOTHER STORY』では敵全体に青緑色の玉ボケのビームを浴びせてダメージを与える技。
『Crystal』・『Eternal』
ディープ・アクア・ミラーを回して鏡を光らせてかざし、鏡から反射した光の玉から津波を一直線に噴射し、敵を消し去る。
深海提琴潮流（原作第5部、劇場版『Cosmos』）
原作
エターナル形態で使用する最強技。ヴァイオリンを弾き、潮の流れの音波を出して敵を攻撃する。
『Cosmos』
ヴァイオリンを弾きながら光る五線譜をヴァイオリンに集中し、直線の光る五線譜を帯びた光の玉を放つ。
ギャラクティカ提琴潮流（原作第5部、劇場版『Cosmos』）
ギャラクシアに操られた時の深海提琴潮流。ヴァイオリンで渦潮のような凄まじい音波を奏でる。
スプラッシュ・エッジ（格闘ゲームのみ）
昇龍拳から海水を放出しながらジャンピングアッパーを繰り出す技。
ドルフィン・ウェイブ（格闘ゲームのみ）
後方宙返りして足で弧を描き、水のオーラで敵の攻撃を阻む。接近する敵にダメージを与えることもできる。
ドラゴン・ライズ（格闘ゲームのみ）
昇龍拳から水龍を召喚しながらジャンピングアッパーを繰り出す超必殺技。スプラッシュ・エッジと似たような技だが、ジャンプも上昇する上、威力もはるかに高い。
シーサーペントストラングル（格闘ゲームのみ）
両腕を前に伸ばし、鋭い牙を持つ水の海蛇を作って敵に纏わりつかせる攻撃。
タイダル・ウェーブ（格闘ゲームのみ）
両腕を地面に叩きつけて潮汐波を引き起こし、敵の近距離攻撃を防ぐ。
ネック・スルー（格闘ゲームのみ）
敵の首ねっこを抱えて地面に叩きつける投げ技。空中で出すことも可能。

## キャスト
声優
- 勝生真沙子（初代テレビアニメ）
- 大原さやか（『Crystal』）

女優
- 坂本かほる(バンダイミュージカル版・初代）
- 富田千景（バンダイミュージカル版・2代目）
- 藤みゆ稀（バンダイミュージカル版・3代目）
- 田原裕子（バンダイミュージカル版・4代目）
- 島田沙羅（バンダイミュージカル版・5代目）
- 朝見優香 （バンダイミュージカル版・6代目）
- 蘭波知子 （バンダイミュージカル版・7代目）
- 大山貴世（バンダイミュージカル版・8代目）
- 藤岡沙也香（ネルケミュージカル版・9代目）